# Pinterest
Пинтерест (енгл. Pinterest) је компанија веб и мобилне апликације која користи софтвер дизајниран за откривање информација на Вебу, користећи углавном слике и у мањој количини, GIF анимације и видео снимке. Веб-локацију су основали Бен Силберман, Пол Шиара и Еван Шарп. Пинтерест је достигао 200 милиона активних корисника од септембра 2017. године.
Главни извршни директор Пинтереста Бен Силберман, описао је компанију као „каталог идеја” који инспирише кориснике да нешто ураде, уместо као друштвену мрежу базирану на сликама.

## Историјат

### 2009—2011: Оснивање
Развој Пинтереста је започет у децембру 2009. године, а сајт је пуштен у рад као затворена бета у марту 2010. Сајт је наставио да ради као отворена бета само уз позивницу. Пинтерест дозвољава корисницима да чувају и категоришу слике на различитим таблама и омогућава им праћење табли других корисника сличног укуса. Еволуција Пинтереста је базирана на дељеним интересовањима његових корисника и ослања се на своје чланове у производњи садржаја. Најпопуларније категорије, како је забележено у марту 2012, су кућа, уметност и занатство, стил/мода и храна.
Рани развој Пинтереста није био онакав каквог га је Силберман очекивао. Четири месеца након пуштања у рад, Пинтерест је имао свега неколико хиљада корисника, у поређењу са Инстаграмом који је након истог времена имао око милион корисника.
Девет месеци након почетка рада веб-сајт је имао 10.000 корисника. Лансирање апликације за Ајфон почетком марта 2011. године довело је до више него очекиваног броја преузимања. Пинтерест апликација за Ајпад је лансирана у августу 2011.
Иницијално, постојало је неколико начина регистрације новог Пинтерест налога. Потенцијални корисници би или добили позивницу од неког већ пријављеног пријатеља, или би затражили позивницу директно од Пинтерест веб-сајта. Налог такође може бити креиран и може му се приступити повезивањем Пинтереста са Фејсбук или Твитер профилом.

### 2012—2017: Развој
За јануар 2012, компанија comScore пријавила је да је сајт имао 11,7 милиона јединствених посетилаца из САД, што га је учинило сајтом који је најбрже прешао границу од 10 милиона јединствених корисника. На South By Southwest интерактивној конференцији у марту 2012. године, Силберман је најавио да је преправка профилних страница у развоју и да ће ускоро бити имплементирана. 23. марта 2012, Пинтерест је открио ажуриране услове коришћења који су елиминисали политику која је сајту давала право продаје корисничких података својих корисника. Према Hitwise софтверу који је у власништву агенције Experian, сајт је постао трећа највећа друштвена мрежа у Сједињеним Америчким Државама у марту 2012, одмах иза Фејсбука и Твитера.
Пинтерест је изменио своју политику тако да захтев или позивница више нису били неопходни за придруживање сајту, 10. августа 2012. године. Затим, Пинтерестова апликација за Андроид и Ајпад је такође лансирана 14. августа 2012. Пинтерест је најавио запошљавање свог новог шефа инжењерства, Џона Џенкинса, 20. септембра 2012. Џенкинс је дошао са Амазона, где је провео осам година као вођа инжењерства и као директор развојних алата, анализе платформе и веб-сајт платформе.
У октобру 2012, Пинтерест је најавио нову функцију која би корисницима дозвољавала да пријаве друге због негативних и нападачких активности или да блокирају друге кориснике ако не желе да виде њихов садржај. Пинтерест је изјавио да желе да одрже своју заједницу позитивном и пуну поштовања. Такође у октобру, Пинтерест је лансирао пословне налоге дозвољавајући предузећима да или претворе свој постојећи лични налог у пословни налог или да почну од нуле.

## Сврха
Пинтерест је бесплатан веб-сајт који захтева регистрацију за коришћење. Корисници су у могућности да отпремају, чувају, сортирају и управљају сликама - познатим као чиоде, односно пинови (енгл. pins) - и другим медијским садржајима (нпр. видео снимци) кроз колекције познате као табле.
Садржај се такође може пронаћи ван Пинтереста и слично отпремити на таблу преко „Пинуј” (енгл. Pin It) дугмета, који може бити преузет на траку са обележивачима у веб-прегледачу, или имплементиран од стране веб-мастера директно на веб-страни.
Неке веб-странице укључују црвено-беле „Пинуј” дугмиће на ставкама, које омогућава Пинтерест корисницима да их пинују директно. У 2015. години, Пинтерест је имплементирао својство које дозвољава корисницима да претражују сликама уместо речима.

### Пословне странице
Пинтерест дозвољава предузећима да праве странице у циљу промовисања њихових компанија онлајн. Такве странице могу служити као „виртуалне продавнице”.
У једном истраживању случаја модног веб-сајта, посетиоци са Пинтереста потрошили су 180 долара у поређењу са 85 долара које су потрошили посетиоци са Фејсбука. Ови корисници су потрошили мање времена на сајту компаније, уместо тога изабрали су претраживање са табле ове компаније. Даље студије су показале да је Пинтерест далеко ефикаснији у поспешивању продаје него друге форме друштвених медија. Студија спроведена од стране агенције Wolfgang Digital утврдила је да промет сајта који је потекао са Пинтерест пословних страница био ангажованији, задржавајући се на сајту и до пет пута дуже.
У 2013. години, Пинтерест је представио нови алат назван „Богати пинови” (енгл. Rich Pins), ради побољшања искуства купаца приликом претраге кроз пинове направљене од стране компанија. Пословне странице могу укључивати разне податке, теме и информације као што су цене производа, оцена филмова или састојке за рецепте.

### Кориснички подаци
За коришћење је потребна регистрација.
Попут Фејсбука и Твитера, Пинтерест сада продавцима дозвољава приступ прикупљеним подацима о својим корисницима. Пружаоци услуга у које спадају Salesforce.com, Hootsuite, Spredfast, Percolate, Pigora, Curalate и Tailwind су тренутно, децембра 2016, једине компаније којима је гарантован приступ подацима. Одобравањем приступа корисничким подацима, Пинтерест дозвољава продавцима да испитају како људи реагују на производе. Ако производ има висок број поновних пиновања, то генерално говори произвођачу да је производ вољен од стране многих чланова Пинтерест заједнице. Компаније такође могу видети коментаре корисника и тако сазнати како се људима допада или зашто им се не допада производ. Студија о Пинтерест пракси из 2013. године је утврдила да је поновно пиновање било најпопуларнија активност корисника, праћена лајковима, и на крају, коментарима.

## Карактеристике

### Пинови
Пин је слика која је отпремљена или линкована са веб-сајта. Пинови сачувани са табле једног корисника се могу сачувати на таблу неког другог корисника, овај процес је познат као поновно пиновање (енгл. repinning). У 2016. години, Пинтерест је преименовао дугме „Пинуј” у „Сачувај”. Разлог промене имена била је међународна експанзија и сајт је овиме учињен интуитивнијим за нове кориснике. У октобру 2013. Пинтерест је започео приказивање реклама у форми „Промовисаних пинова” (енгл. Promoted Pins).

### Табле
Табле представљају колекције пинова посвећених некој теми као што су цитати, путовања или венчања.

### Истраживање
Пинтерест користи функцију названу Guided Search, која даје предлоге са тастатуре приликом уношења термина за претрагу и тиме сужава резултате. Почетна страна је колекција пинова од корисника, са табли и са праћених тема, заједно са пар Промовисаних пинова и пинова одабраних од стране Пинтереста.
Скорије, Пинтерест је представио визуелну претрагу као део својих најновијих могућности. Ово својство претраге дозвољава корисницима да сликају постојеће пинове, увеличају постојеће делове слике или да сликају нове фотографије. Затим, корисници могу да кликну у било који од додељених кругова и тиме би се појавили вишеструки предлози у претрази са навођењем испод фотографије.

### Праћење
Праћење корисника и табли испуњава почетну страну садржајем. Корисници могу да прате или прекину праћење корисника као и табли. Слично Фејсбуку, Инстаграму и Твитеру, Пинтерест садржи верификоване налоге. Верификовани налог поседује квачицу поред свог домена у резултатима претраге. Верификовани профил такође садржи и пуну адресу веб-сајта.